# هاينريش فون كلايست
بيرنت هاينريش فيلهلم فون كلايست (بالألمانية: Bernd Heinrich Wilhelm von Kleist) (ولد في 18 أكتوبر 1777 في فرانكفورت على الأودر - ومات في 21 نوفمبر 1811 في برلين) هو كاتب مسرحي وقاص وشاعر وناشر ووطني ألماني. كان كلايست شخصية منعزلة عن الحياة الأدبية في عصره وعن الحركات الأدبية كالكلاسيكية الفايمارية والرومانتيكية.

## حياته
ينحدر هاينريش فون كلايست من عائلة معظمها أفرادها ضباط في الجيش، وهي عائلة أصلها بومرن استقرت في بروسيا وكان لها مكانة بارزة. فالأب يواخيم فريدريش فون كلايست (1728 - 1788) خدم كرائد أركان في كتيبة المدفعية في حامية فرانكفورت على الأودر. تزوج يواخيم للمرة الأولى من كارولينه لويزه فون فولفن (ماتت في 1774) وأنجب منها فيلهلمينه - التي كانت تدعى مينيته Minette- وأولريكه وفيليبينه والتي كان هاينريش قريبا منها جدا. وتزوج يواخيم للمرة الثانية في عام 1775 من يوليانه أولريكه فون بانفيتس (ماتت في 1793) وأنجب منها فريدريكه وأوجوسته وكاتارينه وهاينريش وليوبولد فريدريش ويوليانه -التي كانت تدعى يوليانه-.
وبعد وفاة الأب في عام 1788 تمت تربية هاينريش على نفقة الواعظ الإصلاحي سأمويل هاينريش كاتل Catel في برلين. ومن الأرجح أن كلايست اطلع من خلال كاتل، الذي كان في نفس الوقت أستاذا في المدرسة الثانوية الفرنسية، على أعمال الشعراء الكلاسيكيين وفلاسفة التنوير المعاصرين، والذين اختلف مع أعمالهم كلايست أثناء خدمته العسكرية.
ووفق تقاليد العائلة فقد التحق كلايست الشاب في يونيو 1792 بكتيبة الحرس في بوتسدام، واشترك مع آخرين في حملة الراين ضد فرنسا، وكذلك في حصار أول جمهورية وطنية ألمانية على الأرض الألمانية في ماينتس. وفي بداية عام 1795 أصاب كلايست اليأس والإحباط من الحياة العسكرية. لكنه ظل في الجيش وتمت ترقيته في عام 1759 إلى رتبة حامل راية ثم في عام 1797 إلى رتبة نقيب. ودرس بشكل مستق مع صديقه روله فون ليلينشتيرن Rühle von Lilienstern الفلسفة والرياضيات في بوتسدام، وتقدم بطلب للالتحاق بالجامعة.
وفي مارس من سنة 1799 عبر عن رغبته في ترك الحياة العسكرية التي أصبت روحه بالسأم والمرارة، وعن عزمه على تكوين شخصية فكرية له والبدء في دراسات علمية، لا المضي في حياة الثراء والمجد والشرف الزائفين، رغم المعارضة المتوقعة من الأسرة.

## الدراسة والوظيفة الأولى (1799 - 1801)
بعد تركه الاختياري للسلك العسكري بدأ كلايست في أبريل 1799 في فرانكفورت على الأودر في دراسة الفيزياء والرياضيات وتاريخ الفن واللغة اللاتينية وكذلك دراسة علوم السياسة والاقتصاد -لإرضاء عائلته-. وقد اهمتم بشكل خاص بدرس الفيزياء لدى البروفيسور كريستيان إرنست فونش، والذي كان يعطيه درسا خصوصيا في الفيزياء التجريبية. وكانت العلوم الطبيعية تمثل له كما لكتاب ليسوا بالقلة في ذلك العصر (مثل جوته وأخيم فون أرنيم ونوفاليس)، تمثل أداة من أدوات عصر التنوير يجب استغلالها لاكتشاف المجتمع والعالم ولتحسينه. غير أن الدراسة التي بدأها مفعما بالأمل سرعان ما أصابته بالسأم وعدم الرضى، فلم تكن المعرفة التي في صفحات الكتب كافية لإشباع طموحه. وبهذا الموقف فقد رأى كلايست أن العالم المحيط به يفتقد إلى العقل. وفي سنة 1799 تعرف على ابنة جنرال وهي فيلهلمينه فون تسينجه Wilhelmine von Zenge، وخطبها في بداية سنة 1800.
وفي سنة 1800 قطع كلايست دراسته بعد ثلاثة فصول دراسية، وبدأ العمل كمتطوع في وزارة الاقتصاد البروسية في برلين، رغم أن ذلك لم يكن موافقا للمنهج الذي رسمه لحياته وبعيدا عن الحياة الفكرية. وكان السبب في قراره هو خطبته. فقد أرادت عائلة الخطيبة أن يتقلد كلايست منصبا في الحكومة. وكلف كلايست في صيف 1800 من قبل الوزارة في مهمة سرية - غالبا كانت جاسوسا اقتصاديا-.
’’إن الحياة لعبة صعبة، فالمرء يظل عليه دائما وباستمرار أن يسحب ورقة جديدة، لكنه لا يعرف الانتصار‘‘ (من رسالة إلى أخته غير الشقيقة أولريكه بتاريخ 5 فبراير 1801).
وعلى الأرجح كانت مشكلة كلايست في موقفه حيال المجتمع على خلفية مطالعته لكتاب لكانت بعنوان «نقد قوة الحكم» Kritik der Urteilskraft فيما يسمى «أزمة كانت» Kant-Krise، والتي كانت مصطلحا مختلف عليه في أقدم أبحاث كلايست. وبتوجيه لنقد كانت للتصورات البسيطة لحركة التنوير فقد رأى كلايست منهج حياته الواضح الخطوط والنقي والموجه بالعقل، قد تآكل.
وفي خطاب شهير إلى فيلهلمينه بتاريخ 22 مارس 1801 يقول كلايست: ’’لا نستطيع أن نقرر ما إذا كانت ما نسميها الحقيقة حقيقة فعلا أم أنها تبدو لنا كذلك. إن هدفي الوحيد الأسمى قد تلاشى، لم يعد لدي شيء‘‘.
واتخذ كلايست من الأزمة التي ثارت بسبب مطالعته لإيمانويل كانت، منطلقا للشروع في تصحيح فلسفي لمنهج حياته المصطبغ بالتردد والفشل والقرارات الخاطئة.
ويعترف كلايست بوضوح في الرسائل التي كتبها بتاريخ 22 مارس 1801، بأنه ’’قد كان قد أعرض عن العلوم قبل شهور من ما سمي بأزمة كانت، ليس لأن الشك أصابه بشكل جذري من إمكانيات الوصول إلى المعرفة الحقيقية، بل لأن الاشتغال بالعلوم كان قد فقد جاذبيته بالنسبة له‘‘.
وقد حاول كلايست أن يتجاوز أزمته النفسية والفلسفية تلك برحلة إلى باريس.

## باريس وتون (سويسرا) (1810 - 1804)
في ربيع سنة 1801 قام كلايست بالسفر برفقة أخته أولريكه عبر دريسدن إلى باريس. وفي المدينة التي كان كلايست يرى أنها بلا أخلاق، وذلك من خلال مطالعاته لكتابات التنويريين الفرنسيين (هيلفيتيوس وفولتير وجان جاك روسو). وغير مرة فقد تناول كلايست تجاربه المحبطة كيأس من وضوح العقل ومن الإرادة التاريخية. ومن خلال مطالعته لكتابات روسو قرر كلايست أن يحيا حياة ريفية: ’’زراعة حقل وغرس شجرة وإنجاب طفل‘‘ (من خطاب إلى فيلهلمينه بعنوان 10 أكتوبر 1801).
وفي أبريل 1802 سكن في جزيرة تقع في نهر آري Aare قرب تون في سويسرا. وحدث الشقاق بينه وبين فيلهلمينه التي لم تكت ترغب في العيش حياة الريف وفق تصوراته. وكان يكتب في ذلك الوقت في مسرحية مأساوية بعنوان «عائلة شروفنشتاين» والتي كان قد بدأ كتابتها في باريس بعنوان «عائلة جونوريتس»، وواصل الكتابة في مسريحة «روبرت جويسكارد دوق النورمانديين» المأساوية. وبدأ في كتابة مسرحيته الهزلية «الجرة المكسورة».
وفي ربيع سنة 1803 عاد كلايست إلى ألمانيا. وفي دريسدن تعرف ضمن آخرين على فريدريش دو لا موت فوكيه، والتقى بصديق شبابه إرنست فون بفويل مرة أخرى. وبرفقة بفويل سافر كلايست غير مرة إلى باريس. وهناك قام بإحراق الجزء الذي أتمه من «جويسكارد» في يأس من إمكانية تحقيق تصوراته. ’’السماء تحرمني المجد أكبر النعم الأرضية‘‘ (من خطاب إلى أولريكه بتاريخ 26 أكتوبر 1803). وهناك قرر كلايست الالتحاق بالجيش الفرنسي في الحرب ضد إنجلترا، لكي يموت في المعركة. غير أن أن أحد أقربائه أقنعه بالعدول عن ذلك والعودة إلى بوتسدام. وفي ديسمبر 1803 كان كلايست في برلين، وقدم طلبا لوظيفة في السلك الدبلوماسي.

## كونيجسبورج (1804 - 1807)
بعد عمله لفترة قصيرة في قسم المالية الذي كان يرأسه Karl Freiherr vom Stein zum Altenstein في منتصف عام 1804، بدأ العمل في 6 مايو 1805 بأمر منه موظفا بأجر غير ثابت في كونيجسبورج، وكان عليه أن يتلقى تدريبا في علوم السياسة والاقتصاد لدى منظر الدولة والاقتصاد كريستيان ياكوب كراوس. وفي كونيجسبورج التقى بأستاذ الفلسفة فيلهلم تراوجوت كروج الذي كان متزوجا بفيلهلمينه. وأنهى كلايست مسرحيته «الجرة المكسورة» وعمل في مسرحية أمفيتريون وكذلك مسرحية بينتيزيليا وكذلك في قصص «ميشائيل كولهاس» و«الزلزال الذي حدث في تشيلي».
وفي أغسطس 1806 شارك كلايست صديقه روله فون ليلينشتيرن عزمه على ترك الخدمة الحكومية، والتعيش من الأعمال المسرحية. وفي الطريق إلى برلين ألقت السلطات الفرنسية القبض على كلايست ورفيقه في يناير 1807، باعتبارهما جاسوسين محتملين، ونقلا إلى حصن دو جوس Fort de Joux بالقرب من بونتارلييه، ثم إلى معسكر أسرى الحرب شالون سور مارن Châlons-sur-Marne. وهناك كتب على الأرجح أقصوصة «ماركيز فون أو...» Die Marquise von O…. وواصل العمل في مسرحية بينتيزيليا.

## دريسدن (1807 - 1809)
بعد إخلاء سبيله سافر عبر برلين إلى دريسدن (نهاية أغسطس 1807) حيث تعرف على صديق شيلر كريستيان جوتفريد كورنر والرومانتيكيين لودفيج تيك وجوتهيلف هاينريش فون شوبرت وكاسبر ديفيد فريدريش وخاصة فيلسوف التاريخ والدولة آدم هاينريش ميلر وكذلك المؤرخ فريدريش كريستوف دالمان. وأصدر بالاشتراك مع ميلر في يناير 1808 صحيفة Phöbus الفنية. وصدر العدد الأول وبه مقال بعنوان «قطعة من التراجيديا بينتيزيليا» وأرسلها إلى عديدين من بينهم جوته، الذي أعرب عن تعجبه وعدم فهمه في خطاب مكتوب إليه.
وفي ديسمبر 1808 أتم كلايست تحت تأثير المقاومة الإسبانية لنابليون، واحتلال بروسيا وبدايات الكفاح النمساوي من أجل الحرية، مسرحية «مذبحة هيرمان» Die Hermannsschlacht. واستمد كلايست مادة المسرحية من حكاية أرمينيوس التي وجدت في الأدب الألماني منذ القرن السادس عشر، وفي صلبها معركة فاروس Varusschlacht، والتي وقعت في خريف العام التاسع قبل الميلاد حيث هزمت ثلاث فيالق من الجيش الروماني هزيمة ساحقة أمام الجيش الجرماني بقيادة أرمينيوس.
وأملا في مقاومة أشد ضد نابليون سافر كلايست مع دالمان عبر أسبرن، حيث كان نابليون قد انتصر قبل بضعة أيام، إلى براج في الحادي والثاني والعشرين من مايو 1809. وهناك حصل كلايست ودالمان على تصريح بالدخول إلى أوساط الوطنيين النمساويين وخططوا لإصدار جريدة أسبوعية بعنوان «جرمانيا» Germania. وأرادا لها أن تكون أداة من أدوات الحرية الألمانية. لكن المشروع ظل حلما بعد استسلام النمسا. وقد نشر في تلك الصحيفة عدة مقالات من بينها «ما الذي يحدث في تلك الحرب؟» و«الكتاب التعليمي للصحافة الفرنسية» ومقالات ساخرة وكذلك أودة «جرمانيا إلى أبناءها».
وفي نوفمبر اتجه كلايست إلى فرانكفورت على الأودر، لكي يرحل بعد شهر إلى برلين، حيث سيقضي بها فيما عدا فترة قصيرة ما تبقى من حياته.

## برلين (1809 - 1811)

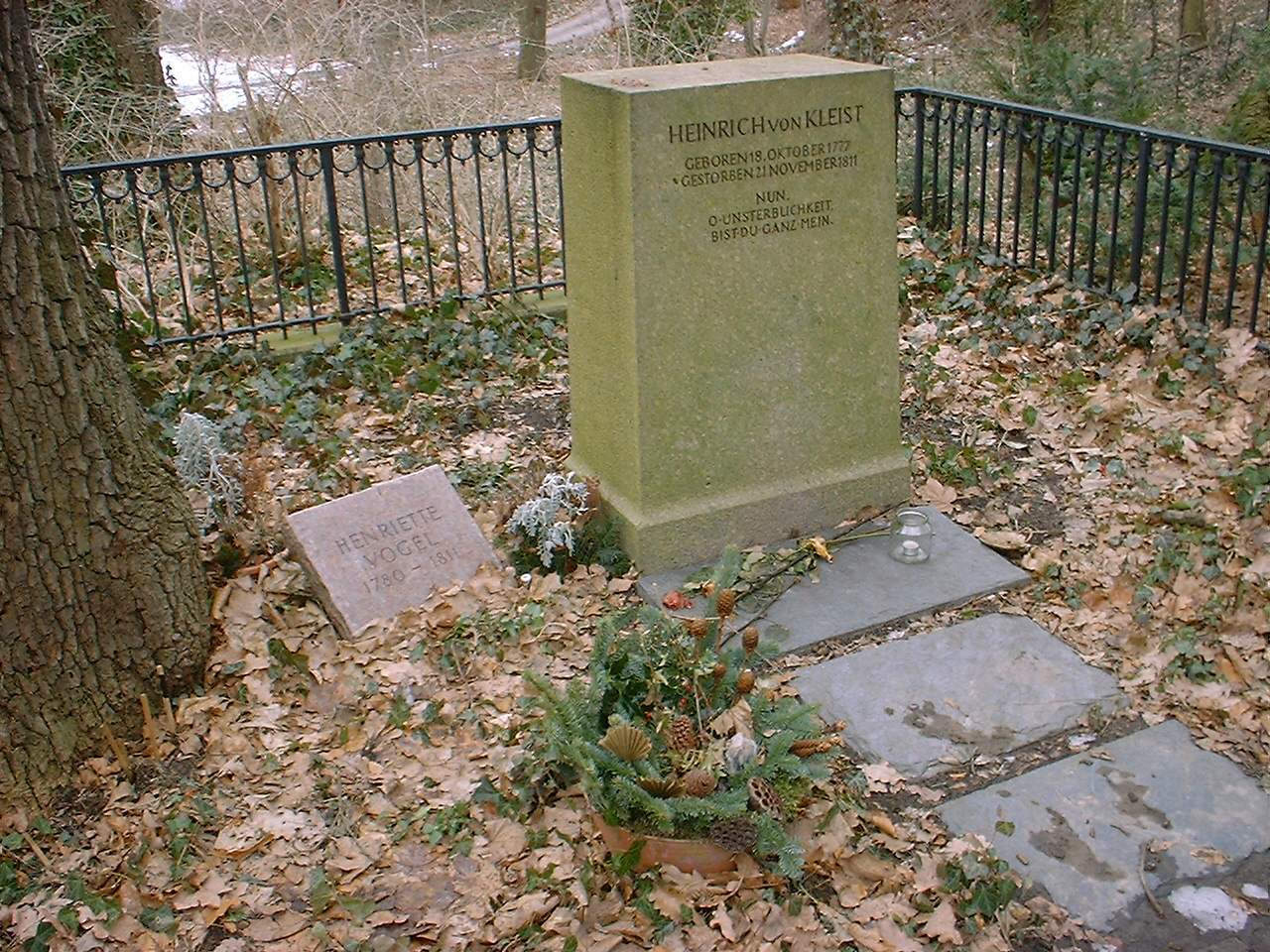
قبر كلايست

وفي برلين كان كلايست على علاقة بالعديدين ومن بينهم أخيم فون أرنيم وكليمنس برينتانو ويوزف فون أيشندورف وفيلهلم جريم وكارل أوجوست فارنهاجن فون إنزه وراحيل فارنهاجن. وضمن هذه الدائرة كان كلايست عضوا أيضا في جمعية المائدة المسيحية الألمانية Tischgesellschaft. وفي أبريل 1810 صدر الجزء الأول من قصصه (ميشائيل كولهاس وماركيزة فون أو... والزلزال الذي حدث في تشيلي) وفي سبتمبر صدرت قصة Das Käthchen von Heilbronn، وقد رفض إفلاند Iffland مدير مسرح برلين إخراجها وعرضها على المسرح.
وبعد توقف فوبوس بدأ كلايست في الأول من أكتوبر 1810 مشروع صحيفة جديدة وهي صحيفة برلين المسائية Die Berliner Abendblätter، وكانت تصدر يوميا مزودة بأخبار محلية وهدفها تناول كل ما يعني الشعب وتنمية القضية الوطنية. وقد كتب في تلك الصحيفة كتاب مشهورون مثل إرنست موريتس أرندت واخيم فون أرنيم وكليمنس بريناتنو وألبرت فون كاميسو وأوتو أوجوست روله فون ليلينشتيرن وفريدريش كارل فون سافيجني وفريدريش اوجوست فة ن ستاجيمان. وقد نشر كلايست نفسه مقالات عدة في هذه الصحيفة من بينها تأملات حول مسيرة العالم وخطاب رسام إلى ابنه وكذلك حول مسرح العرائس Über das Marionettentheater. وشكلت تقارير الشرطة التي كان ينشرها كلايست مصدر تميز وجذب للجمهور للصحيفة.
وفي ربيع سنة 1811 توقف إصدار الصحيفة بسبب قرار منع مشدد من الرقابة. وبعد أن فشل كلايست في الحصول على وظيفة في الحكومة البروسية، ومنعت مسرحيته «أمير فون هومبورج» من العرض حتى سنة 1814 من خلال قرار لفيلهلم الثالث، اتجه كلايست إلى كتابة القصص لفترة قصيرة ليجد مصدر دخل يتعيش منه. وقد نشرت هذه القصص في الجزء الثاني من قصصه، وكانت من بين تلك القصص «شحاذة لوكارنو» Das Bettelweib von Locarno وخطبة في سانت دومينجو Die Verlobung in St. Domingo.
وازداد في تلك الفترة إحساسه باليأس فقد وصف نفسه بأنه «جريح لدرجة أنني حين أخرج وجهي من النافذة فإن ضوء النهار يؤلمني وهو يسطع علي». (من خطاب إلى ماري فون كلايست بتاريخ نوفمبر 1811). وازداد أفكاره في الانتحار. وبحث فوجد رفيقة لهذا الطريق وهي هنريته فوجل التي كانت مصابة بالسرطان.
وفي الحادي والعشرين من نوفمبر 1811 وعلى شاطئ بحيرة فانزيه Wannsee وتقع جنوب برلين، أطلق كلايست الرصاص أولا على رفيقته ثم على نفسه.

## من أعماله
- روبرت جويسكارد
- عائلة شروفنشتاين
- الجرة المكسورة
- أمفيتريون
- الزلزال الذي حدث في تشيلي
- ماركيزة فون أو...
- مذبحة هرمان
- بينتيزيليا
- كيشتن فون هايلبرون
- ميشائيل كولهاس
- حول مسرح العرائس
- الأمير فريدريش فون هومبورج

## روابط خارجية
- هاينريش فون كلايست على موقع IMDb (الإنجليزية)
- هاينريش فون كلايست على موقع الموسوعة البريطانية (الإنجليزية)
- هاينريش فون كلايست على موقع ألو سيني (الفرنسية)
- هاينريش فون كلايست على موقع ميوزك برينز (الإنجليزية)
- هاينريش فون كلايست على موقع أول موفي (الإنجليزية)
- هاينريش فون كلايست على موقع قاعدة بيانات برودواي على الإنترنت (الإنجليزية)
- هاينريش فون كلايست على موقع قاعدة بيانات الأفلام السويدية (السويدية)
- هاينريش فون كلايست على موقع ديسكوغز (الإنجليزية)
- هاينريش فون كلايست على موقع قاعدة بيانات الفيلم (الإنجليزية)
- هاينريش فون كلايست على موقع كينوبويسك (الروسية)